# Galeodes citrinus
Espèce
Galeodes citrinus est une espèce de solifuges de la famille des Galeodidae.

## Distribution
Cette espèce se rencontre en Iran et au Pakistan.

## Description
Le mâle mesure 40 mm et la femelle 35 mm.
Les mâles mesurent de 35 à 40 mm et les femelles de 35 à 45 mm.

## Publication originale
- Pocock, 1895 : Notes on some of the Solifugae contained in the collection of the British Museum, with descriptions of new species. Annals and Magazine of Natural History, sér. 6, vol. 16, p. 74–98 (texte intégral).